# Grand Prix de Denain 2024
Grand Prix de Denain 2024 var den 65. udgave af det franske cykelløb Grand Prix de Denain. Det 196,2 km lange linjeløb blev kørt den 14. marts 2024 med start og mål i Denain i departementet Nord. Løbet var en del af UCI ProSeries 2024. Løbet blev vundet af tyske Jannik Steimle fra Q36.5 Pro Cycling Team.

## Resultater
| \| Samlede stilling \| Samlede stilling \| Samlede stilling \| Samlede stilling \| Samlede stilling \| \| Rytter \| Rytter \| Hold \| Tid \| \| \| ---------------- \| ---------------- \| ---------------------- \| ---------------- \| ---------------- \| \| 1. \| Jannik Steimle \| Q36.5 Pro Cycling Team \| 4t 40' 31" \| \| \| 2. \| Ceriel Desal \| Bingoal WB \| + 0" \| \| \| 3. \| Dries Van Gestel \| TotalEnergies \| + 11" \| \| \| 4. \| Arnaud De Lie \| Lotto Dstny \| + 11" \| \| \| 5. \| Hugo Page \| Intermarché-Wanty \| + 11" \| \| \| 6. \| Maxime Jarnet \| Van Rysel-Roubaix \| + 13" \| \| \| 7. \| Brent Van Moer \| Lotto Dstny \| + 15" \| \| \| 8. \| Aimé De Gendt \| Cofidis \| + 1' 06" \| \| \| 9. \| Simon Dehairs \| Alpecin-Deceuninck \| + 1' 09" \| \| \| 10. \| Amaury Capiot \| Arkéa-B&B Hotels \| + 1' 09" \| \| |                  |                        |            |
| |                  |                        |            |
| Kilde: ProCyclingStats |                  |                        |            |
| Samlede stilling |                  |                        |            |
| Rytter | Rytter           | Hold                   | Tid        |
| 1. | Jannik Steimle   | Q36.5 Pro Cycling Team | 4t 40' 31" |
| 2. | Ceriel Desal     | Bingoal WB             | + 0"       |
| 3. | Dries Van Gestel | TotalEnergies          | + 11"      |
| 4. | Arnaud De Lie    | Lotto Dstny            | + 11"      |
| 5. | Hugo Page        | Intermarché-Wanty      | + 11"      |
| 6. | Maxime Jarnet    | Van Rysel-Roubaix      | + 13"      |
| 7. | Brent Van Moer   | Lotto Dstny            | + 15"      |
| 8. | Aimé De Gendt    | Cofidis                | + 1' 06"   |
| 9. | Simon Dehairs    | Alpecin-Deceuninck     | + 1' 09"   |
| 10. | Amaury Capiot    | Arkéa-B&B Hotels       | + 1' 09"   |

## Hold og ryttere
| UCI WorldTeams (9)- Alpecin-Deceuninck - Arkéa-B&B Hotels - Cofidis - Decathlon-AG2R La Mondiale - Groupama-FDJ - Intermarché-Wanty - Soudal Quick-Step - Team Jayco AlUla - UAE Team Emirates UCI ProTeams (7)- Bingoal WB - Euskaltel-Euskadi - Lotto Dstny - Q36.5 Pro Cycling Team - TDT-Unibet - Team Flanders-Baloise - TotalEnergies UCI Kontinentalhold (4)- CIC U Nantes Atlantique - Nice Métropole Côte d'Azur - Saint Michel-Mavic-Auber 93 - Van Rysel-Roubaix |
| |

### Danske ryttere
| Danske ryttere på startlisten |                       |                         |           |
| Rygnummer                     | Rytter                | Hold                    | Placering |
| 136                           | Nicklas Amdi Pedersen | TDT-Unibet Cycling Team | 43        |

* DNF = gennemførte ikke

### Startliste
| UAE Team Emirates UAD | UAE Team Emirates UAD         | UAE Team Emirates UAD |
| --------------------- | ----------------------------- | --------------------- |
| Nr.                   | Rytter                        | Placering             |
| 1                     | Sebastián Molano (COL)        | 77.                   |
| 2                     | Filippo Baroncini (ITA)       | DNF                   |
| 3                     | Michael Vink (NZL)            | 62.                   |
| 4                     | António Morgado (POR)         | 14.                   |
| 5                     | Ivo Oliveira (POR) (landevej) | DNF                   |
| 6                     | Nils Politt (GER)             | 39.                   |
| 7                     | Álvaro Hodeg (COL)            | DNF                   |

| Soudal Quick-Step SOQ | Soudal Quick-Step SOQ    | Soudal Quick-Step SOQ |
| --------------------- | ------------------------ | --------------------- |
| Nr.                   | Rytter                   | Placering             |
| 11                    | Yves Lampaert (BEL)      | 17.                   |
| 12                    | Ayco Bastiaens (BEL)     | DNF                   |
| 13                    | Gil Gelders (BEL)        | 74.                   |
| 14                    | Pepijn Reinderink (NED)  | DNF                   |
| 15                    | Bert Van Lerberghe (BEL) | DNF                   |
| 16                    | Warre Vangheluwe (BEL)   | 69.                   |
| 17                    | Jordi Warlop (BEL)       | DNF                   |

| Team Jayco AlUla JAY | Team Jayco AlUla JAY        | Team Jayco AlUla JAY |
| -------------------- | --------------------------- | -------------------- |
| Nr.                  | Rytter                      | Placering            |
| 21                   | Max Walscheid (GER)         | 45.                  |
| 22                   | Amund Grøndahl Jansen (NOR) | 31.                  |
| 23                   | Jan Maas (NED)              | 78.                  |
| 24                   | Kelland O'Brien (AUS)       | 24.                  |
| 25                   | Blake Quick (AUS)           | 65.                  |
| 26                   | Elmar Reinders (NED)        | 46.                  |

| Alpecin-Deceuninck ADC | Alpecin-Deceuninck ADC      | Alpecin-Deceuninck ADC |
| ---------------------- | --------------------------- | ---------------------- |
| Nr.                    | Rytter                      | Placering              |
| 31                     | Lars Boven (NED)            | 51.                    |
| 32                     | Sam Gaze (NZL)              | DNF                    |
| 33                     | Timo Kielich (BEL)          | 30.                    |
| 34                     | Oscar Riesebeek (NED)       | DNF                    |
| 35                     | Fabio Van den Bossche (BEL) | 76.                    |
| 36                     | Stan Van Tricht (BEL)       | 42.                    |
| 37                     | Simon Dehairs (BEL)         | 9.                     |

| Arkéa-B&B Hotels ARK | Arkéa-B&B Hotels ARK  | Arkéa-B&B Hotels ARK |
| -------------------- | --------------------- | -------------------- |
| Nr.                  | Rytter                | Placering            |
| 41                   | Luca Mozzato (ITA)    | 27.                  |
| 42                   | Alan Riou (FRA)       | DNF                  |
| 43                   | Amaury Capiot (BEL)   | 10.                  |
| 44                   | Daniel McLay (GBR)    | DNF                  |
| 45                   | Nicolas Milesi (ITA)  | DNF                  |
| 46                   | Michel Ries (LUX)     | DNF                  |
| 47                   | Florian Dauphin (FRA) | 57.                  |

| Cofidis COF | Cofidis COF                 | Cofidis COF |
| ----------- | --------------------------- | ----------- |
| Nr.         | Rytter                      | Placering   |
| 51          | Stanisław Aniołkowski (POL) | 48.         |
| 52          | Piet Allegaert (BEL)        | 20.         |
| 53          | Nolann Mahoudo (FRA)        | DNF         |
| 54          | Christophe Noppe (BEL)      | 70.         |
| 55          | Milan Fretin (BEL)          | 63.         |
| 56          | Oliver Knight (GBR)         | DNF         |
| 57          | Aimé De Gendt (BEL)         | 8.          |

| Decathlon-AG2R La Mondiale DAT | Decathlon-AG2R La Mondiale DAT | Decathlon-AG2R La Mondiale DAT |
| ------------------------------ | ------------------------------ | ------------------------------ |
| Nr.                            | Rytter                         | Placering                      |
| 61                             | Sam Bennett (IRL)              | 11.                            |
| 62                             | Edvald Boasson Hagen (NOR)     | 37.                            |
| 63                             | Jordan Labrosse (FRA)          | 41.                            |
| 64                             | Paul Lapeira (FRA)             | 72.                            |
| 66                             | Damien Touzé (FRA)             | DNS                            |
| 67                             | Baptiste Veistroffer (FRA)     | 49.                            |

| Groupama-FDJ GFC | Groupama-FDJ GFC       | Groupama-FDJ GFC |
| ---------------- | ---------------------- | ---------------- |
| Nr.              | Rytter                 | Placering        |
| 71               | Lewis Askey (GBR)      | 53.              |
| 72               | Stefan Küng (SUI)      | 26.              |
| 73               | Eddy Le Huitouze (FRA) | 86.              |
| 74               | Enzo Paleni (FRA)      | 67.              |
| 75               | Marc Sarreau (FRA)     | DNF              |
| 76               | Matthew Walls (GBR)    | DNF              |
| 77               | Titouan Fontaine (FRA) | DNF              |

| Intermarché-Wanty IWA | Intermarché-Wanty IWA   | Intermarché-Wanty IWA |
| --------------------- | ----------------------- | --------------------- |
| Nr.                   | Rytter                  | Placering             |
| 81                    | Huub Artz (NED)         | 35.                   |
| 82                    | Alexy Faure Prost (FRA) | DNF                   |
| 83                    | Arne Marit (BEL)        | 50.                   |
| 84                    | Hugo Page (FRA)         | 5.                    |
| 85                    | Adrien Petit (FRA)      | DNF                   |
| 86                    | Laurenz Rex (BEL)       | 15.                   |
| 87                    | Tim Rex (BEL)           | DNF                   |

| Bingoal WB BWB | Bingoal WB BWB          | Bingoal WB BWB |
| -------------- | ----------------------- | -------------- |
| Nr.            | Rytter                  | Placering      |
| 91             | Luca De Meester (BEL)   | 82.            |
| 92             | Ceriel Desal (BEL)      | 2.             |
| 93             | Michiel Lambrecht (BEL) | 66.            |
| 94             | Jens Reynders (BEL)     | 52.            |
| 95             | Kenneth Van Rooy (BEL)  | DNF            |
| 96             | Nathan Vandepitte (FRA) | DNF            |
| 97             | Jelle Vermoote (BEL)    | DNF            |

| Euskaltel-Euskadi EUS | Euskaltel-Euskadi EUS          | Euskaltel-Euskadi EUS |
| --------------------- | ------------------------------ | --------------------- |
| Nr.                   | Rytter                         | Placering             |
| 101                   | Jon Aberasturi (ESP)           | DNF                   |
| 102                   | Andoni López de Abetxuko (ESP) | DNF                   |
| 103                   | Xabier Berasategi (ESP)        | 73.                   |
| 104                   | Xabier Isasa (ESP)             | 44.                   |
| 105                   | James Fouché (NZL)             | 23.                   |
| 106                   | Gotzon Martín (ESP)            | 34.                   |
| 107                   | Unai Zubeldia (ESP)            | DNF                   |

| Lotto Dstny LTD | Lotto Dstny LTD          | Lotto Dstny LTD |
| --------------- | ------------------------ | --------------- |
| Nr.             | Rytter                   | Placering       |
| 111             | Arnaud De Lie (BEL)      | 4.              |
| 112             | Sébastien Grignard (BEL) | DNF             |
| 113             | Milan Menten (BEL)       | DNF             |
| 114             | Alec Segaert (BEL)       | 22.             |
| 115             | Liam Slock (BEL)         | 28.             |
| 116             | Lionel Taminiaux (BEL)   | 13.             |
| 117             | Brent Van Moer (BEL)     | 7.              |

| Q36.5 Pro Cycling Team Q36 | Q36.5 Pro Cycling Team Q36         | Q36.5 Pro Cycling Team Q36 |
| -------------------------- | ---------------------------------- | -------------------------- |
| Nr.                        | Rytter                             | Placering                  |
| 121                        | Xabier Azparren (ESP)              | DNF                        |
| 122                        | Fabio Christen (SUI)               | 61.                        |
| 123                        | Szymon Sajnok (POL)                | 56.                        |
| 124                        | Cyrus Monk (AUS)                   | 40.                        |
| 125                        | Matteo Moschetti (ITA)             | DNF                        |
| 126                        | Jannik Steimle (GER)               | 1.                         |
| 127                        | Nickolas Zukowsky (CAN) (landevej) | DNF                        |

| TDT-Unibet TDT | TDT-Unibet TDT              | TDT-Unibet TDT |
| -------------- | --------------------------- | -------------- |
| Nr.            | Rytter                      | Placering      |
| 131            | Jelle Johannink (NED)       | 32.            |
| 132            | Adam Ťoupalík (CZE)         | 38.            |
| 133            | Axel Huens (FRA)            | 21.            |
| 134            | Hartthijs de Vries (NED)    | 12.            |
| 135            | Martijn Budding (NED)       | 75.            |
| 136            | Nicklas Amdi Pedersen (DEN) | 43.            |
| 137            | Tomáš Kopecký (CZE)         | 55.            |

| Team Flanders-Baloise TFB | Team Flanders-Baloise TFB | Team Flanders-Baloise TFB |
| ------------------------- | ------------------------- | ------------------------- |
| Nr.                       | Rytter                    | Placering                 |
| 141                       | Alex Colman (BEL)         | DNF                       |
| 142                       | Jasper Dejaegher (BEL)    | DNS                       |
| 143                       | Noah Vandenbranden (BEL)  | DNF                       |
| 144                       | Dylan Vandenstorme (BEL)  | 59.                       |
| 145                       | Yentl Vandevelde (BEL)    | 83.                       |
| 146                       | Ward Vanhoof (BEL)        | 19.                       |
| 147                       | Victor Vercouillie (BEL)  | DNF                       |

| TotalEnergies TEN | TotalEnergies TEN       | TotalEnergies TEN |
| ----------------- | ----------------------- | ----------------- |
| Nr.               | Rytter                  | Placering         |
| 151               | Lucas Boniface (FRA)    | 71.               |
| 152               | Thomas Gachignard (FRA) | 29.               |
| 153               | Lorrenzo Manzin (FRA)   | DNF               |
| 154               | Geoffrey Soupe (FRA)    | DNF               |
| 155               | Anthony Turgis (FRA)    | 18.               |
| 156               | Baptiste Vadic (FRA)    | DNF               |
| 157               | Dries Van Gestel (BEL)  | 3.                |

| CIC U Nantes Atlantique UCN | CIC U Nantes Atlantique UCN | CIC U Nantes Atlantique UCN |
| --------------------------- | --------------------------- | --------------------------- |
| Nr.                         | Rytter                      | Placering                   |
| 161                         | Maël Guégan (FRA)           | 33.                         |
| 162                         | Pierre-Henry Basset (FRA)   | 60.                         |
| 163                         | Enzo Boulet (FRA)           | DNF                         |
| 164                         | Enzo Briand (FRA)           | DNF                         |
| 165                         | Antoine Hue (FRA)           | 84.                         |
| 166                         | Matisse Julien (CAN)        | 58.                         |
| 167                         | Jon Rye-Johnsen (NOR)       | 85.                         |

| Nice Métropole Côte d'Azur NMC | Nice Métropole Côte d'Azur NMC | Nice Métropole Côte d'Azur NMC |
| ------------------------------ | ------------------------------ | ------------------------------ |
| Nr.                            | Rytter                         | Placering                      |
| 171                            | Jonathan Couanon (FRA)         | 79.                            |
| 172                            | Andrea Mifsud                  | DNF                            |
| 173                            | Alexander Konijn (NED)         | DNF                            |
| 174                            | Paul Hennequin (FRA)           | 64.                            |
| 175                            | Jean-Louis Le Ny (FRA)         | 68.                            |
| 176                            | Noah Knecht (FRA)              | DNS                            |
| 177                            | Axel Narbonne-Zuccarelli (FRA) | 87.                            |

| Saint Michel-Mavic-Auber 93 AUB | Saint Michel-Mavic-Auber 93 AUB | Saint Michel-Mavic-Auber 93 AUB |
| ------------------------------- | ------------------------------- | ------------------------------- |
| Nr.                             | Rytter                          | Placering                       |
| 181                             | Alexandre Delettre (FRA)        | 25.                             |
| 182                             | Lucas Beneteau (FRA)            | DNF                             |
| 183                             | Romain Cardis (FRA)             | DNF                             |
| 185                             | Joris Delbove (FRA)             | 36.                             |
| 186                             | Jérémy Lecroq (FRA)             | DNF                             |
| 187                             | Morne van Niekerk (RSA)         | 47.                             |

| Van Rysel-Roubaix VRR | Van Rysel-Roubaix VRR    | Van Rysel-Roubaix VRR |
| --------------------- | ------------------------ | --------------------- |
| Nr.                   | Rytter                   | Placering             |
| 191                   | Rait Ärm (EST)           | 54.                   |
| 192                   | Kévin Avoine (FRA)       | 80.                   |
| 193                   | Maxime Jarnet (FRA)      | 6.                    |
| 194                   | Emmanuel Morin (FRA)     | 16.                   |
| 195                   | Valentin Tabellion (FRA) | DNF                   |
| 196                   | Kenny Molly (BEL)        | 81.                   |
| 197                   | Norman Vahtra (EST)      | DNS                   |

| UAE Team Emirates UAD | UAE Team Emirates UAD         | UAE Team Emirates UAD |
| --------------------- | ----------------------------- | --------------------- |
| Nr.                   | Rytter                        | Placering             |
| 1                     | Sebastián Molano (COL)        | 77.                   |
| 2                     | Filippo Baroncini (ITA)       | DNF                   |
| 3                     | Michael Vink (NZL)            | 62.                   |
| 4                     | António Morgado (POR)         | 14.                   |
| 5                     | Ivo Oliveira (POR) (landevej) | DNF                   |
| 6                     | Nils Politt (GER)             | 39.                   |
| 7                     | Álvaro Hodeg (COL)            | DNF                   |

| Soudal Quick-Step SOQ | Soudal Quick-Step SOQ    | Soudal Quick-Step SOQ |
| --------------------- | ------------------------ | --------------------- |
| Nr.                   | Rytter                   | Placering             |
| 11                    | Yves Lampaert (BEL)      | 17.                   |
| 12                    | Ayco Bastiaens (BEL)     | DNF                   |
| 13                    | Gil Gelders (BEL)        | 74.                   |
| 14                    | Pepijn Reinderink (NED)  | DNF                   |
| 15                    | Bert Van Lerberghe (BEL) | DNF                   |
| 16                    | Warre Vangheluwe (BEL)   | 69.                   |
| 17                    | Jordi Warlop (BEL)       | DNF                   |

| Team Jayco AlUla JAY | Team Jayco AlUla JAY        | Team Jayco AlUla JAY |
| -------------------- | --------------------------- | -------------------- |
| Nr.                  | Rytter                      | Placering            |
| 21                   | Max Walscheid (GER)         | 45.                  |
| 22                   | Amund Grøndahl Jansen (NOR) | 31.                  |
| 23                   | Jan Maas (NED)              | 78.                  |
| 24                   | Kelland O'Brien (AUS)       | 24.                  |
| 25                   | Blake Quick (AUS)           | 65.                  |
| 26                   | Elmar Reinders (NED)        | 46.                  |

| Alpecin-Deceuninck ADC | Alpecin-Deceuninck ADC      | Alpecin-Deceuninck ADC |
| ---------------------- | --------------------------- | ---------------------- |
| Nr.                    | Rytter                      | Placering              |
| 31                     | Lars Boven (NED)            | 51.                    |
| 32                     | Sam Gaze (NZL)              | DNF                    |
| 33                     | Timo Kielich (BEL)          | 30.                    |
| 34                     | Oscar Riesebeek (NED)       | DNF                    |
| 35                     | Fabio Van den Bossche (BEL) | 76.                    |
| 36                     | Stan Van Tricht (BEL)       | 42.                    |
| 37                     | Simon Dehairs (BEL)         | 9.                     |

| Arkéa-B&B Hotels ARK | Arkéa-B&B Hotels ARK  | Arkéa-B&B Hotels ARK |
| -------------------- | --------------------- | -------------------- |
| Nr.                  | Rytter                | Placering            |
| 41                   | Luca Mozzato (ITA)    | 27.                  |
| 42                   | Alan Riou (FRA)       | DNF                  |
| 43                   | Amaury Capiot (BEL)   | 10.                  |
| 44                   | Daniel McLay (GBR)    | DNF                  |
| 45                   | Nicolas Milesi (ITA)  | DNF                  |
| 46                   | Michel Ries (LUX)     | DNF                  |
| 47                   | Florian Dauphin (FRA) | 57.                  |

| Cofidis COF | Cofidis COF                 | Cofidis COF |
| ----------- | --------------------------- | ----------- |
| Nr.         | Rytter                      | Placering   |
| 51          | Stanisław Aniołkowski (POL) | 48.         |
| 52          | Piet Allegaert (BEL)        | 20.         |
| 53          | Nolann Mahoudo (FRA)        | DNF         |
| 54          | Christophe Noppe (BEL)      | 70.         |
| 55          | Milan Fretin (BEL)          | 63.         |
| 56          | Oliver Knight (GBR)         | DNF         |
| 57          | Aimé De Gendt (BEL)         | 8.          |

| Decathlon-AG2R La Mondiale DAT | Decathlon-AG2R La Mondiale DAT | Decathlon-AG2R La Mondiale DAT |
| ------------------------------ | ------------------------------ | ------------------------------ |
| Nr.                            | Rytter                         | Placering                      |
| 61                             | Sam Bennett (IRL)              | 11.                            |
| 62                             | Edvald Boasson Hagen (NOR)     | 37.                            |
| 63                             | Jordan Labrosse (FRA)          | 41.                            |
| 64                             | Paul Lapeira (FRA)             | 72.                            |
| 66                             | Damien Touzé (FRA)             | DNS                            |
| 67                             | Baptiste Veistroffer (FRA)     | 49.                            |

| Groupama-FDJ GFC | Groupama-FDJ GFC       | Groupama-FDJ GFC |
| ---------------- | ---------------------- | ---------------- |
| Nr.              | Rytter                 | Placering        |
| 71               | Lewis Askey (GBR)      | 53.              |
| 72               | Stefan Küng (SUI)      | 26.              |
| 73               | Eddy Le Huitouze (FRA) | 86.              |
| 74               | Enzo Paleni (FRA)      | 67.              |
| 75               | Marc Sarreau (FRA)     | DNF              |
| 76               | Matthew Walls (GBR)    | DNF              |
| 77               | Titouan Fontaine (FRA) | DNF              |

| Intermarché-Wanty IWA | Intermarché-Wanty IWA   | Intermarché-Wanty IWA |
| --------------------- | ----------------------- | --------------------- |
| Nr.                   | Rytter                  | Placering             |
| 81                    | Huub Artz (NED)         | 35.                   |
| 82                    | Alexy Faure Prost (FRA) | DNF                   |
| 83                    | Arne Marit (BEL)        | 50.                   |
| 84                    | Hugo Page (FRA)         | 5.                    |
| 85                    | Adrien Petit (FRA)      | DNF                   |
| 86                    | Laurenz Rex (BEL)       | 15.                   |
| 87                    | Tim Rex (BEL)           | DNF                   |

| Bingoal WB BWB | Bingoal WB BWB          | Bingoal WB BWB |
| -------------- | ----------------------- | -------------- |
| Nr.            | Rytter                  | Placering      |
| 91             | Luca De Meester (BEL)   | 82.            |
| 92             | Ceriel Desal (BEL)      | 2.             |
| 93             | Michiel Lambrecht (BEL) | 66.            |
| 94             | Jens Reynders (BEL)     | 52.            |
| 95             | Kenneth Van Rooy (BEL)  | DNF            |
| 96             | Nathan Vandepitte (FRA) | DNF            |
| 97             | Jelle Vermoote (BEL)    | DNF            |

| Euskaltel-Euskadi EUS | Euskaltel-Euskadi EUS          | Euskaltel-Euskadi EUS |
| --------------------- | ------------------------------ | --------------------- |
| Nr.                   | Rytter                         | Placering             |
| 101                   | Jon Aberasturi (ESP)           | DNF                   |
| 102                   | Andoni López de Abetxuko (ESP) | DNF                   |
| 103                   | Xabier Berasategi (ESP)        | 73.                   |
| 104                   | Xabier Isasa (ESP)             | 44.                   |
| 105                   | James Fouché (NZL)             | 23.                   |
| 106                   | Gotzon Martín (ESP)            | 34.                   |
| 107                   | Unai Zubeldia (ESP)            | DNF                   |

| Lotto Dstny LTD | Lotto Dstny LTD          | Lotto Dstny LTD |
| --------------- | ------------------------ | --------------- |
| Nr.             | Rytter                   | Placering       |
| 111             | Arnaud De Lie (BEL)      | 4.              |
| 112             | Sébastien Grignard (BEL) | DNF             |
| 113             | Milan Menten (BEL)       | DNF             |
| 114             | Alec Segaert (BEL)       | 22.             |
| 115             | Liam Slock (BEL)         | 28.             |
| 116             | Lionel Taminiaux (BEL)   | 13.             |
| 117             | Brent Van Moer (BEL)     | 7.              |

| Q36.5 Pro Cycling Team Q36 | Q36.5 Pro Cycling Team Q36         | Q36.5 Pro Cycling Team Q36 |
| -------------------------- | ---------------------------------- | -------------------------- |
| Nr.                        | Rytter                             | Placering                  |
| 121                        | Xabier Azparren (ESP)              | DNF                        |
| 122                        | Fabio Christen (SUI)               | 61.                        |
| 123                        | Szymon Sajnok (POL)                | 56.                        |
| 124                        | Cyrus Monk (AUS)                   | 40.                        |
| 125                        | Matteo Moschetti (ITA)             | DNF                        |
| 126                        | Jannik Steimle (GER)               | 1.                         |
| 127                        | Nickolas Zukowsky (CAN) (landevej) | DNF                        |

| TDT-Unibet TDT | TDT-Unibet TDT              | TDT-Unibet TDT |
| -------------- | --------------------------- | -------------- |
| Nr.            | Rytter                      | Placering      |
| 131            | Jelle Johannink (NED)       | 32.            |
| 132            | Adam Ťoupalík (CZE)         | 38.            |
| 133            | Axel Huens (FRA)            | 21.            |
| 134            | Hartthijs de Vries (NED)    | 12.            |
| 135            | Martijn Budding (NED)       | 75.            |
| 136            | Nicklas Amdi Pedersen (DEN) | 43.            |
| 137            | Tomáš Kopecký (CZE)         | 55.            |

| Team Flanders-Baloise TFB | Team Flanders-Baloise TFB | Team Flanders-Baloise TFB |
| ------------------------- | ------------------------- | ------------------------- |
| Nr.                       | Rytter                    | Placering                 |
| 141                       | Alex Colman (BEL)         | DNF                       |
| 142                       | Jasper Dejaegher (BEL)    | DNS                       |
| 143                       | Noah Vandenbranden (BEL)  | DNF                       |
| 144                       | Dylan Vandenstorme (BEL)  | 59.                       |
| 145                       | Yentl Vandevelde (BEL)    | 83.                       |
| 146                       | Ward Vanhoof (BEL)        | 19.                       |
| 147                       | Victor Vercouillie (BEL)  | DNF                       |

| TotalEnergies TEN | TotalEnergies TEN       | TotalEnergies TEN |
| ----------------- | ----------------------- | ----------------- |
| Nr.               | Rytter                  | Placering         |
| 151               | Lucas Boniface (FRA)    | 71.               |
| 152               | Thomas Gachignard (FRA) | 29.               |
| 153               | Lorrenzo Manzin (FRA)   | DNF               |
| 154               | Geoffrey Soupe (FRA)    | DNF               |
| 155               | Anthony Turgis (FRA)    | 18.               |
| 156               | Baptiste Vadic (FRA)    | DNF               |
| 157               | Dries Van Gestel (BEL)  | 3.                |

| CIC U Nantes Atlantique UCN | CIC U Nantes Atlantique UCN | CIC U Nantes Atlantique UCN |
| --------------------------- | --------------------------- | --------------------------- |
| Nr.                         | Rytter                      | Placering                   |
| 161                         | Maël Guégan (FRA)           | 33.                         |
| 162                         | Pierre-Henry Basset (FRA)   | 60.                         |
| 163                         | Enzo Boulet (FRA)           | DNF                         |
| 164                         | Enzo Briand (FRA)           | DNF                         |
| 165                         | Antoine Hue (FRA)           | 84.                         |
| 166                         | Matisse Julien (CAN)        | 58.                         |
| 167                         | Jon Rye-Johnsen (NOR)       | 85.                         |

| Nice Métropole Côte d'Azur NMC | Nice Métropole Côte d'Azur NMC | Nice Métropole Côte d'Azur NMC |
| ------------------------------ | ------------------------------ | ------------------------------ |
| Nr.                            | Rytter                         | Placering                      |
| 171                            | Jonathan Couanon (FRA)         | 79.                            |
| 172                            | Andrea Mifsud                  | DNF                            |
| 173                            | Alexander Konijn (NED)         | DNF                            |
| 174                            | Paul Hennequin (FRA)           | 64.                            |
| 175                            | Jean-Louis Le Ny (FRA)         | 68.                            |
| 176                            | Noah Knecht (FRA)              | DNS                            |
| 177                            | Axel Narbonne-Zuccarelli (FRA) | 87.                            |

| Saint Michel-Mavic-Auber 93 AUB | Saint Michel-Mavic-Auber 93 AUB | Saint Michel-Mavic-Auber 93 AUB |
| ------------------------------- | ------------------------------- | ------------------------------- |
| Nr.                             | Rytter                          | Placering                       |
| 181                             | Alexandre Delettre (FRA)        | 25.                             |
| 182                             | Lucas Beneteau (FRA)            | DNF                             |
| 183                             | Romain Cardis (FRA)             | DNF                             |
| 185                             | Joris Delbove (FRA)             | 36.                             |
| 186                             | Jérémy Lecroq (FRA)             | DNF                             |
| 187                             | Morne van Niekerk (RSA)         | 47.                             |

| Van Rysel-Roubaix VRR | Van Rysel-Roubaix VRR    | Van Rysel-Roubaix VRR |
| --------------------- | ------------------------ | --------------------- |
| Nr.                   | Rytter                   | Placering             |
| 191                   | Rait Ärm (EST)           | 54.                   |
| 192                   | Kévin Avoine (FRA)       | 80.                   |
| 193                   | Maxime Jarnet (FRA)      | 6.                    |
| 194                   | Emmanuel Morin (FRA)     | 16.                   |
| 195                   | Valentin Tabellion (FRA) | DNF                   |
| 196                   | Kenny Molly (BEL)        | 81.                   |
| 197                   | Norman Vahtra (EST)      | DNS                   |